# 康陵 (清朝将领)
康陵為中國清朝武官官員，本籍福建。康陵於1727年（雍正5年）奉旨接替陳倫炯，於台灣地區擔任台灣水師協副將。而隸屬台灣鎮之下的此官職是台灣清治時期中的這階段，全台灣的海防軍事層級最高武將，其統帥三營兵力，約數千名水師兵勇。
| 前任： 陳倫炯 | 台灣水師協副將 1727年上任 | 繼任： 祈進忠 |